# Avgeio
Avgeio (greacă Αυγείο) este un oraș în Grecia în Prefectura Elida.